# Charles Tyrwhitt
Charles Tyrwhitt LLP mit Sitz in London ist ein britischer Versandhandel für Herrenoberbekleidung.

## Hintergrund

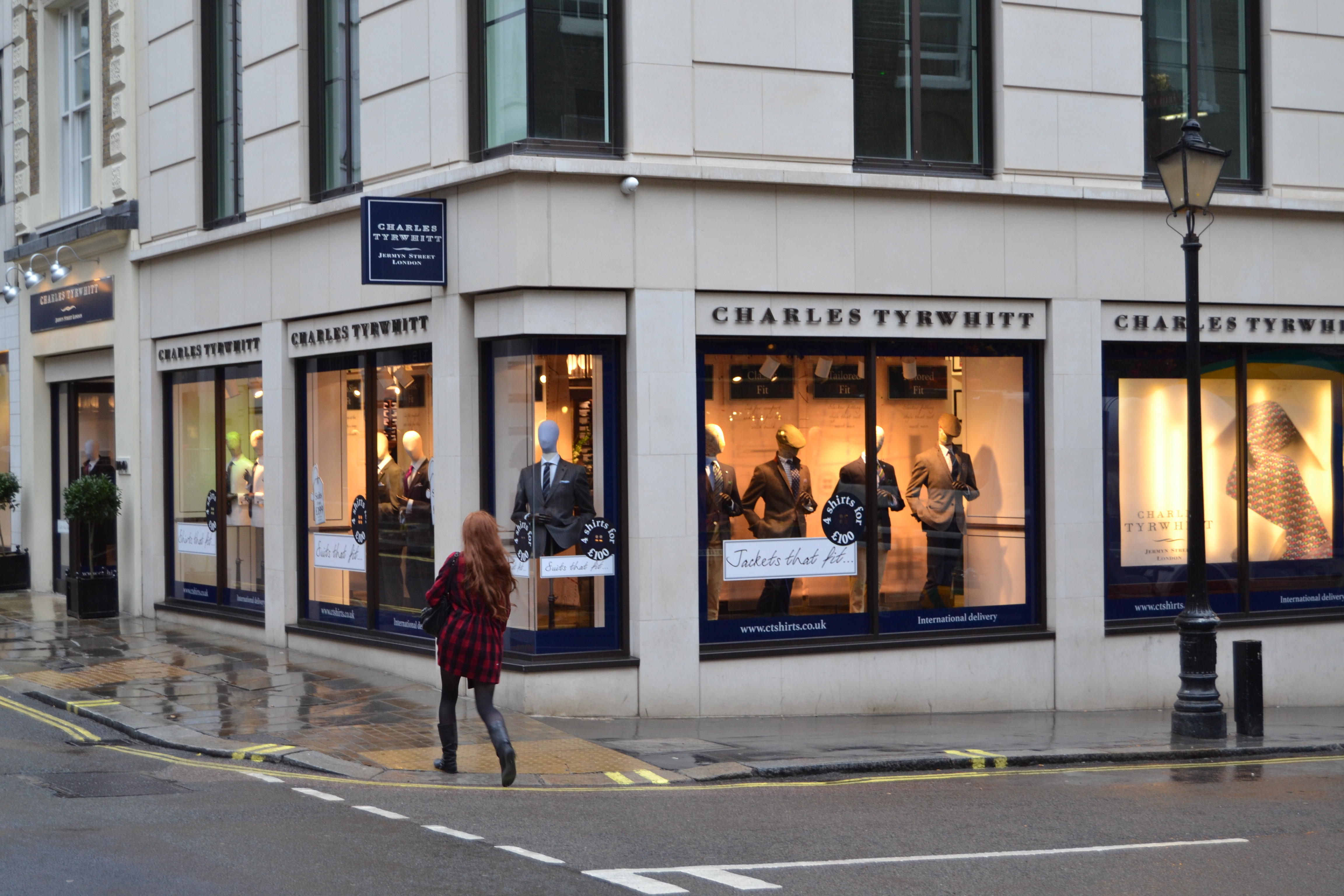
Charles-Tyrwhitt-Shop in der Londoner Jermyn Street

Das Unternehmen wurde 1986 von Nicholas Charles Tyrwhitt Wheeler mit äußerst geringem Startkapital und einem Textverarbeitungscomputer als Versandhandel für Herrenoberhemden gegründet. Aufgrund günstiger Preisgestaltung wuchs das Unternehmen rasch. Tyrwhitt verkauft neben Hemden auch Krawatten, Schuhe sowie englische und italienische Anzüge. Darüber hinaus gibt es inzwischen ein Angebot an Freizeitkleidung; zeitweise war auch eine Damenkollektion im Programm.
Das erste Ladengeschäft wurde im Jahr 1997 in der Jermyn Street 89 eröffnet. Charles Tyrwhitt unterhält (Stand Januar 2021) knapp 30 Ladengeschäfte in Großbritannien, Paris und den USA. Das Handelsblatt bezeichnete das Unternehmen 2008 als „Aushängeschild der Londoner Jermyn Street“. Mit dem Onlinevertrieb begann Tyrwhitt in den 2000er Jahren.